# Virginio Cavallini
Virginio Cavallini (Fornacette, 20 febbraio 1875 – Camaiore, 30 gennaio 1944) è stato un militare e ingegnere italiano, fu un progettista di sommergibili di fama internazionale. Tra le unità da lui progettate si ricordano i sommergibili classe Settembrini e classe R per la marina italiana, e classe Tarantinos per quella argentina.

## Biografia
Nacque a Fornacette (Pisa) il 20 febbraio 1875, figlio di Angelo e Zaira Marioni. Frequentò la facoltà di ingegneria di Pisa, dove fu allievo di Antonio Pacinotti, conseguendo la laurea in ingegneria meccanica. Trasferitosi a Torino vi conseguì la laurea in ingegneria elettrotecnica, passando poi a Napoli per laurearsi nel 1899 in ingegneria navale. Nel 1897 si arruolò nel Regio Esercito per espletarvi il servizio di leva, dapprima come soldato, poi caporale e quindi sergente venendo promosso sottotenente di complemento del Genio militare nel 2º Reggimento genio minatori. Si dimise dal servizio nel febbraio 1899 in conseguenza della nomina ad ingegnere di 2ª classe nel Corpo del genio navale della Regia marina. Ebbe una rapida carriera imbarcata, soprattutto sui sottomarini, e sul Pietro Micca e sull'Evangelista Torricelli prese parte alla prima guerra mondiale, venendo promosso tenente colonnello il 5 maggio 1918. Al termine del conflitto fu poi destinato a prestare servizio presso le direzioni delle costruzioni navali di La Spezia e poi di Taranto.
Tra il 1919 e il 1920 prestò servizio all’Ispettorato sommergibili presso il Ministero della Marina, e dopo una breve permanenza a Pola, a La Spezia e a Taranto, andò nuovamente alla direzione delle costruzioni navali. Per la sua attività nel 1920 fu insignito della Medaglia d'oro di prima classe per i benemeriti in scienze navali e, successivamente, fu nominato membro "ad honorem" del Reale Istituto degli architetti navali d'Inghilterra.
Nell’aprile 1922 fu collocato a riposo dietro sua domanda, per continuare a lavorare come progettista e consulente presso i cantieri navali Franco Tosi di Taranto.
Ritiratosi a vita privata durante il corso della seconda guerra mondiale, si spense a Camaiore (Lucca) il 30 gennaio 1944.

### La progettazione dei sommergibili
Il nome dell’ingegnere Cavallini è strettamente associato allo studio e alla progettazione dei sommergibili contribuendo in maniera notevole al loro perfezionamento. Nel primo periodo si dedicò agli studi e alle ricerche, intraprese in attiva collaborazione con l’allora maggiore del genio navale Cesare Laurenti che portò alla definizione dei progetti dei sommergibili della classe Glauco costruiti presso l’arsenale di Venezia nel periodo tra il 1903 e il 1909. Tali battelli erano caratterizzati dal doppio scafo, con quello esterno di diametro maggiore di circa un terzo rispetto a quello dello scafo interno per permettere l’installazione degli accumulatori nella parte inferiore della zona fra i due scafi. 
Alla cooperazione tra i due ingegneri si deve anche progettazione dei sei sommergibili di grande dislocamento (842/1244 t) classe Pietro Micca, prodotti tra il 1915 e il 1918, e dei quattro della classe Barbarigo, il cui progetto fu comune tra i due ingegneri (per questo è detto "Laurenti-Cavallini"),  e nei quali a lui si deve l’adozione della nuova sistemazione degli accumulatori installati in quattro compartimenti stagni sotto un ponte orizzontale che correva lungo tutta la lunghezza dei battelli.
Dopo la fine del primo conflitto mondiale lasciò la Regia Marina per dedicarsi alla progettazione di nuovi tipi di sottomarini presso i Cantieri Navali Franco Tosi di Taranto.
Per costruire battelli in grado di raggiungere quote operative di circa 100 m Cavallini adottò uno scafo resistente a sezioni circolari attorno al quale applicò, per quasi tutta la lunghezza, due grosse controcarene contenenti l’acqua di zavorra e il combustibile. Primo battello realizzato secondo tale concezione fu il posamine Pietro Micca da lui progettato nel 1931, cui seguirono i due sommergibili oceanici classe Settembrini per la marina italiana, e i tre classe Tarantinos per la marina argentina.
Ultime unità ad adottare lo scafo "Cavallini" furono i grandi sommergibili da trasporto classe R, ordinati in dodici esemplari, ma di cui ne furono completati solo due per lo sfavorevole andamento della guerra.

### Annotazioni
1. ↑  Si trattava di uno dei tre cantieri nazionali specializzati nella costruzione di sommergibili.
2. ↑  Nel corso della prima guerra mondiale riuscì ad evidenziare l’importanza per la Regia Marina dei sommergibili.
3. ↑  Tali sommergibili avevano doppio scafo, ed erano caratterizzati dalla forma a torpediniera dello scafo esterno che garantiva una grande autonomia e il raggiungimento di alte velocità.
4. ↑  Con l’eccezione delle camere di lancio siluri avanti (AV) e addietro (AD).
5. ↑  Un secondo studio di progettazione, che portava avanti il lavoro di Laurenti, fu avviato dal tenente colonnello del genio navale Curio Bernardis presso i Cantieri Riuniti dell'Adriatico di Monfalcone, secondo un diverso tipo di concezione rispetto a Cavallini.
6. ↑  Tale scafo fu denominato dai progettisti tedeschi "Satteltank".
7. ↑  Caratterizzate da un notevole aumento dell’autonomia e della velocità raggiungibile.

### Fonti
1. 1 2 3 4 5 6 7 8 9  Alberini, Prosperini 2015, p. 138.
2. 1 2 3 4 5 6 7   Enrico Ferri, Virginio Cavallini, in Dizionario biografico degli italiani, vol. 22, Roma, Istituto dell'Enciclopedia Italiana, 1979.
3. 1 2  Alberini, Prosperini 2015, p. 139.